# Eisstadion an der Nibelungenbrücke
Das Eisstadion an der Nibelungenbrücke war ein offenes Kunsteisstadion in der oberpfälzischen Stadt Regensburg, Bayern, mit einem Fassungsvermögen von 6.000 Zuschauern. Das Stadion war die langjährige Heimat des EV Regensburg, der seit 1999 in der Donau-Arena seine Spiele austrägt. 

## Vorgeschichte
Eishockey in Regensburg gab es vermutlich schon seit den 1930er-Jahren. Die Vereine aus Regensburg und Donaustauf spielten auf Natureis, zum Beispiel auf einer Eisfläche bei der Fideliskirche. Durch die mangelnde Haltbarkeit des Eises, die den Spielbetrieb des Öfteren gefährdete, ging der damalige Kandidat zum Oberbürgermeister Regensburgs, Rudolf Schlichtinger, mit dem Wahlversprechen, ein Kunsteisstadion in Regensburg zu errichten, in den Wahlkampf. Als dieser dann tatsächlich die Oberbürgermeister-Wahl 1959 gewinnen konnte, begann die Planung eines Stadions.

## Planung und Bau
1961 wurde im Regensburger Stadtrat einstimmig der Bau des Stadions beschlossen, 1962 wurden einige wichtige Punkte zum Stadionbau durch Dr. Karl Tschurtschenthaler bestimmt, etwa:
- Die Wahl des Standortes: Am Winterhafen, zwischen Jugendherberge und Nibelungenbrücke.
- Die Überlassung des Grundstückes als Erbbaurecht an den EV Regensburg.
- Die Baulastträgerschaft durch den EVR.

Nach der Gründung des EV Regensburg wurde sofort eine Spendenaktion zu Gunsten des Stadions gestartet, die knapp 300.000 Mark einbrachte. Da trotz allem das Stadion schwer finanzierbar war, beschloss man 1963, die Überdachung aus dem Bauplan zu streichen. Am 16. Juni 1964 war Baubeginn für das Stadion, welches nach nur fünfmonatiger Bauzeit im November 1964 bereits fertiggestellt werden konnte.

## „Einweihung“ und Spielbetrieb
Das Stadion wurde am 27. November 1964 feierlich vor 3.000 Zuschauern mit einer Gala eröffnet. Das erste Spiel fand am 20. Dezember zwischen dem EV Landshut und dem AC Kitzbühel vor 2.800 Zuschauern statt. Das Spiel selbst ging für die Landshuter mit 3:4 verloren.
Der EV Regensburg begann schließlich 1965 mit dem regelmäßigen Spielbetrieb, zunächst in der Kreisliga Ost und stieg Jahr für Jahr immer weiter auf, bis 1971 die Oberliga erreicht wurde. Dort traf man auf Gegner wie zum Beispiel dem EV Rosenheim, dem Berliner SC oder dem Kölner EC. Da diese jedoch sogenannte „Hallenvereine“ waren und in Regensburg öfters Beschwerden über das Stadion aufkamen, geriet es mehrmals in Diskussionen. 1978 kam es dann zu Planungen des EV Regensburg, das Stadion zu überdachen, eine kleinere Trainingshalle anzubauen sowie Tennisplätze und ein Schwimmbecken zu errichten. Diese Pläne wurden vielfach kritisiert, vor allem seitens der Stadt wurde besonders vehement angeführt, eine Überdachung würde die Sicht auf den Regensburger Dom versperren, worauf der EVR diese Planungen vorerst einstellte.
Abgesehen von der Standortfrage erlebte das Eisstadion viele Derbys, vor allem die Spiele gegen den TSV Straubing Mitte der 1970er-Jahre waren berüchtigt unter den Fans, welche des Öfteren zu Eskalationen und wüsten Schlägereien zwischen den Fanlagern führten. Auch in den 1990er Jahren gab es mehrere Derbys, davon zweimal „ausverkauft“: 1991/1992 das erste Gastspiel des EV Weiden in Regensburg sowie 1997/98 gegen den EHC Straubing.

## Das Ende des Eisstadions
Nachdem die Pläne eines Ausbaus am Unteren Wöhrd gescheitert waren, wurde die Diskussion um einen Neubau an anderer Stelle fortgesetzt. Gegen Ende der 80er Jahre sorgte die Gemeinde Obertraubling für Aufsehen. Man beabsichtigte, das damals dort vorhandene Eisstadion mit ca. 3.000 Zuschauerplätzen zu überdachen und dem EVR zur Verfügung zu stellen. In der Folge kam es im Rahmen der Kommunalwahlen 1990 zu diversen Vorschlägen seitens der Regensburger Kandidaten für den Posten des Oberbürgermeisters. Notfalls sollte – so ein Versprechen – die im Gewerbepark Regensburg gelegene Donauhalle, die zur damaligen Zeit beinahe ungenutzt war, in eine Eishalle umgebaut werden. Mit dem Wahlsieg der SPD kam es jedoch anders. So wurden Mitte der 90er Jahre unter Oberbürgermeisterin Christa Meier die Pläne für den Neubau einer Multifunktionsarena westlich der Schwabelweiser Donaubrücke erstellt, 1997 erfolgte schließlich der Spatenstich für die Donau-Arena. Die Saison 1998/99 wurde somit zur Abschiedssaison für das Eisstadion. Das letzte Heimspiel des EV Regensburg fand während der Qualifikationsrunde zur Bundesliga 1998/99 gegen die Hamburg Crocodiles statt, welches der EVR mit 8:4 gewinnen konnte. 1999/2000 zog das Team in die mittlerweile fertiggestellte Donau-Arena um und gewann das erste Oberliga-Spiel gegen den ERC Haßfurt mit 5:1. Das ausgediente Eisstadion wurde zurückgebaut, lediglich das Gebäude, in dem sich Stadiongaststätte und Toiletten befand, blieb noch einige Zeit als Quartier für die Bauarbeiter der Nibelungenbrücke erhalten. Nach dem Ende der Baumaßnahmen 2004 wurde dieses Gebäude ebenfalls abgerissen. Die Fläche wird heute als Parkplatz genutzt. Die Banden sowie einige weitere Teile des Eisstadions hingegen finden seit 2000 in der Vorwald-Arena, dem Heimstadion der Inlinehockey-Mannschaft des TSV Bernhardswald, weiterhin Verwendung.